# Lamiopsis temminckii
O Lamiopsis temminckii é uma espécie de tubarão pertencente ao género Lamiopsis e à familia Carcharhinidae. Se encontra presente no norte do Oceano Índico, nas águas do Paquistão, Índia, Bangladesh, Myanmar e Tailândia. Alcança um tamanho máximo de 178 centímetros; machos amadurecem ao alcançar 137 centímetros e fêmeas 143. Habita zonas de plataforma continental em profundidades acima de 50 metros.